# San Biagio (Biella)
San Biagio è un rione di Biella e corrisponde alla parte sud-occidentale di tale Comune. Esso viene costituito nel 1938, ma inizialmente viene lasciato privo di denominazione: infatti, in sede di suddivisione urbana, i tre rioni meridionali di Biella sono provvisoriamente definiti con le lettere H, I e M, a causa dell'ancora embrionale sviluppo edilizio di tali zone e la conseguente difficoltà nel tracciarvi dei confini netti.
Fin da subito, tuttavia, i limiti geografici del San Biagio sono in parte delineati dal confine meridionale del rione Vernato (via Tripoli), di cui il neo-rione costituisce il proseguimento verso Sud sino a lambire il territorio del Comune di Ponderano e a Ovest fino al Comune di Occhieppo Inferiore.
Il nome assunto dal rione, di fatto e per consuetudine, deriva da almeno due fattori: 1) la zona Case Sparse San Biagio costituisce, ancora oggi, la parte più a sud-ovest di Biella, ove l'omonima strada lambisce le mura del Cimitero Urbano, il più grande della città; 2) la chiesa parrocchiale di San Biagio è, fino al 1964 (anno di consacrazione della chiesetta del rione Oremo), la più occidentale di Biella Piano, e costituisce ancora oggi la parrocchia di riferimento dell'intera zona.

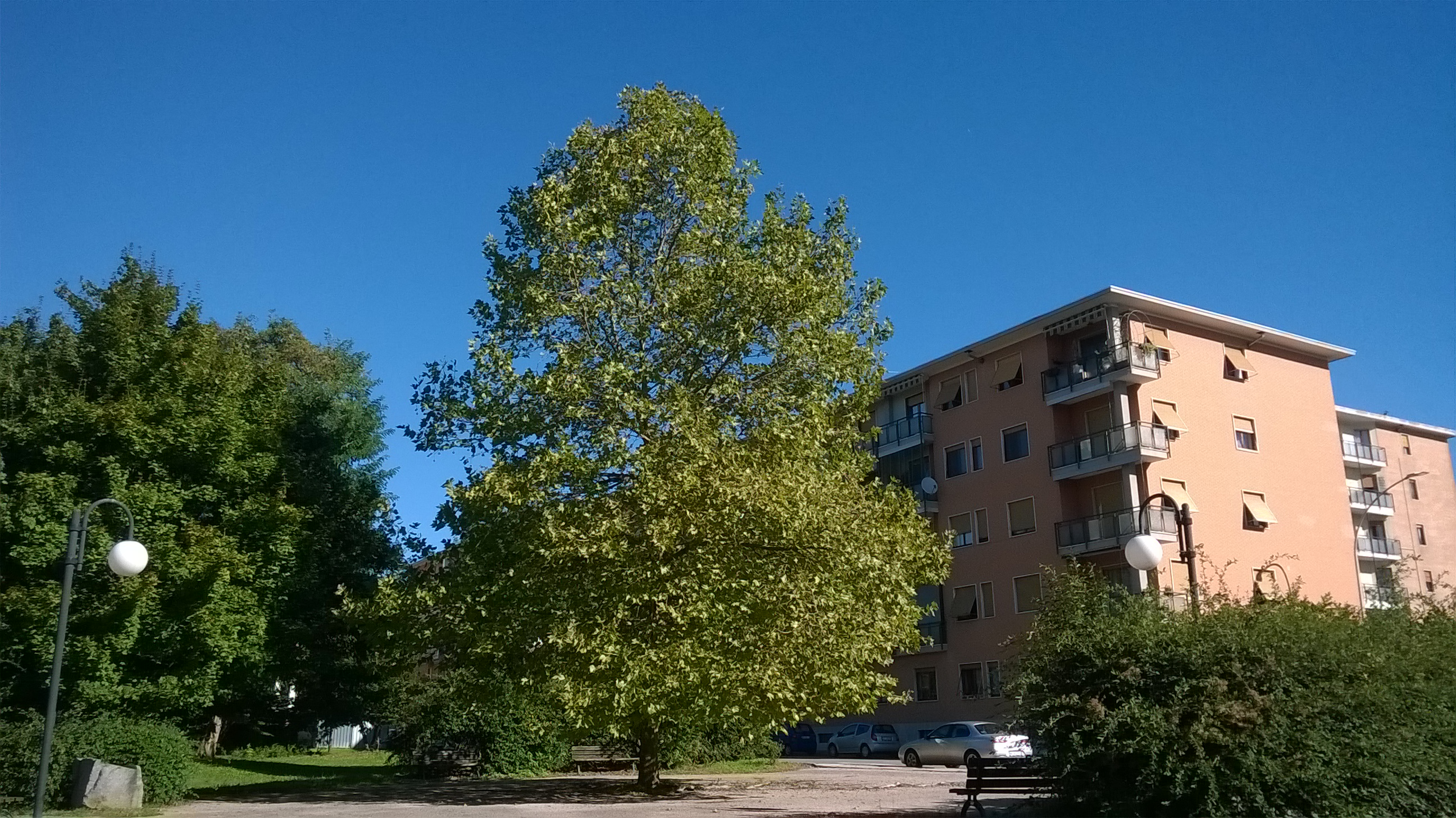
I giardini intitolati a Padre Giovanni Brevi

Oltre al già citato Cimitero Urbano, il rione comprende – sempre nella sua parte più occidentale – la Città degli Studi (succursale dell'Università di Torino e di diversi Istituti di Istruzione Superiore) e la Casa Circondariale. La parte orientale del San Biagio è invece, di massima, divisa in due parti: quella settentrionale a peculiarità residenziale, e quella meridionale in prevalenza di carattere artigianale e industriale.
Al compimento dell'urbanizzazione nella zona, i confini del San Biagio risultano così definiti: a nord segue via Tripoli, via Rigola e via Ivrea, separandosi così dai rioni Vernato, Thes e Oremo; a ovest segue il corso del Torrente Oremo al di là del quale si trova il Comune di Occhieppo Inferiore; a sud, corso Novellino Casalvolone lo separa dal Comune di Ponderano, per poi risalire lungo le prime propaggini del Villaggio Lamarmora e proseguire la sua linea meridionale per via Felice Piacenza e viale Macallé; infine a est percorre via Fratelli Rosselli fino all'incrocio con via Tripoli.
Con la nascita dei consigli di quartiere, il rione San Biagio viene inglobato, per la totalità del suo territorio, nel quartiere/poi circoscrizione Vernato-Thes.